# Gastrodia
Gastrodia är ett släkte av orkidéer. Gastrodia ingår i familjen orkidéer.

## Bildgalleri

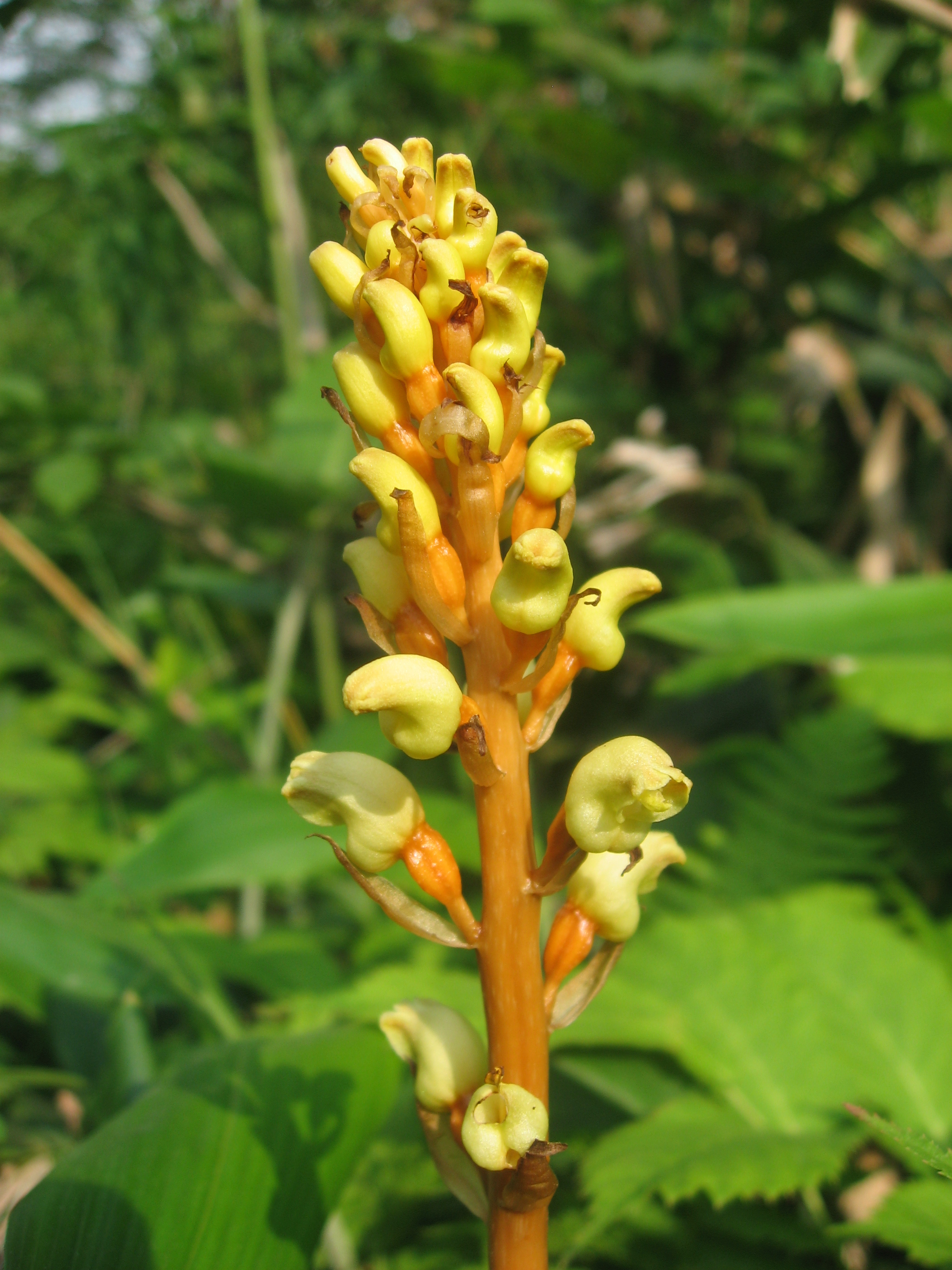

## Dottertaxa tillGastrodia, i alfabetisk ordning[1]
- Gastrodia abscondita
- Gastrodia africana
- Gastrodia angusta
- Gastrodia appendiculata
- Gastrodia arunachalensis
- Gastrodia ballii
- Gastrodia boninensis
- Gastrodia callosa
- Gastrodia celebica
- Gastrodia confusa
- Gastrodia crassisepala
- Gastrodia crebriflora
- Gastrodia crispa
- Gastrodia cunninghamii
- Gastrodia dyeriana
- Gastrodia elata
- Gastrodia entomogama
- Gastrodia exilis
- Gastrodia falconeri
- Gastrodia fimbriata
- Gastrodia flavilabella
- Gastrodia fontinalis
- Gastrodia gracilis
- Gastrodia grandilabris
- Gastrodia javanica
- Gastrodia lacista
- Gastrodia longitubularis
- Gastrodia madagascariensis
- Gastrodia major
- Gastrodia menghaiensis
- Gastrodia minor
- Gastrodia mishmensis
- Gastrodia nipponica
- Gastrodia papuana
- Gastrodia peichatieniana
- Gastrodia procera
- Gastrodia pubilabiata
- Gastrodia punctata
- Gastrodia queenslandica
- Gastrodia rwandensis
- Gastrodia sabahensis
- Gastrodia sesamoides
- Gastrodia shimizuana
- Gastrodia silentvalleyana
- Gastrodia similis
- Gastrodia surcula
- Gastrodia taiensis
- Gastrodia theana
- Gastrodia tonkinensis
- Gastrodia tuberculata
- Gastrodia urceolata
- Gastrodia verrucosa
- Gastrodia vescula
- Gastrodia wuyishanensis
- Gastrodia zeylanica